# Gail Rowell-Ryan
Gail Rowell-Ryan (* 11. Januar 1939 als Gail Rowell in Cincinnati, Ohio) ist eine US-amerikanische Friseurin. Sie gewann 2001 den Oscar für das Beste Make-up und Frisuren zusammen mit Maskenbildner Rick Baker für ihre Arbeit am Film Der Grinch.

## Leben
Rowell begann ihre Karriere im Filmstab 1974 beim Fernsehen. Ihr erster Spielfilm war Roger Spottiswoodes Abenteuerfilm Die Jagd. In der Folge arbeitete sie an Hollywoodproduktionen wie Das siebte Zeichen, Die nackte Kanone und Mr. Magoo. 2001 wurde sie für Ron Howards Weihnachtsfilm Der Grinch zusammen mit Rick Baker mit dem Oscar in der Kategorie Bestes Make-up und beste Frisuren ausgezeichnet. Auch bei den im selben Jahr abgehaltenen BAFTA Film Awards erhielt sie die Auszeichnung in der Kategorie Beste Maske.
Neben ihren Engagements beim Film war Rowell-Ryan auch viel für das Fernsehen tätig, darunter die Fernsehserien Karussell der Puppen und Wer ist hier der Boss? und die Castingshow Dancing with the Stars. Sie war zudem als Maskenbildnerin bei zahlreichen Preisverleihungen tätig, wie unter anderem die MTV Video Music Awards, die Grammy Awards, die Oscarverleihungen und die Golden Globe Awards. Für ihr Wirken beim Fernsehen war sie zwischen 1994 und 2017 neun Mal für den Primetime Emmy nominiert, den sie jedoch nie gewinnen konnte.
Drei Mal gewann sie den Artisan, den Branchenpreis der Make-Up Artists and Hair Stylists Guild. 2014 wurde sie mit einem Preis für ihr Lebenswerk ausgezeichnet.
Zu ihren bekanntesten Kunden zählen Leslie Nielsen, Naomi Watts, Sean Penn, Dustin Hoffman, Ray Liotta, Nick Nolte und seit einiger Zeit auch Benicio del Toro.

## Filmografie (Auswahl)
- 1977–1979: Donny & Marie
- 1981: Die Jagd (The Pursuit of D.B. Cooper)
- 1984: Karussell der Puppen (Paper Dolls)
- 1984–1985: Wer ist hier der Boß? (Who’s the Boss?)
- 1986: Nochmal so wie letzte Nacht (About Last Night…)
- 1986–1993: Ein Grieche erobert Chicago (Perfect Strangers)
- 1988: Das siebte Zeichen (The Seventh Sign)
- 1988: Die nackte Kanone (The Naked Gun: From the Files of Police Squad!)
- seit 1994: diverse Oscarverleihungen
- 1992: Hass kennt kein Erbarmen (The Price She Paid)
- 1993: Die Super-Mamis (The Mommies)
- 1995: Braten und Bräute  (Platypus Man)
- 1997: Turbulence
- 1997: Die 12 Geschworenen (12 Angry Men)
- 1997: Mr. Magoo
- 1997–1998: Donny & Marie
- 1998: Frank, Dean und Sammy tun es (The Rat Pack)
- 1998: Leslie Nielsen ist sehr verdächtig (Wrongfully Accused)
- 2000: Rules – Sekunden der Entscheidung (Rules of Engagement)
- 2000: Der Grinch (How the Grinch Stole Christmas)
- 2001: Camouflage - Alles nur Tarnung (Camouflage)
- 2001: Ritter Jamal – Eine schwarze Komödie (Black Knight)
- 2003: Die Stunde des Jägers (The Hunted)
- 2003: 21 Gramm (21 Grams)
- 2003: Looney Tunes: Back in Action
- 2004: Attentat auf Richard Nixon (The Assassination of Richard Nixon)
- 2005: Der Herr des Hauses (Man of the House)
- 2005: Ring 2
- 2005: Frau mit Hund sucht Mann mit Herz (Must Love Dogs)
- seit 2005: Dancing with the Stars
- 2006–2007: Drake & Josh
- 2007: Eine neue Chance (Things We Lost in the Fire)
- 2008: 96 Hours
- 2008: Che: Part One/Che: Teil 2
- 2009: Mütter und Töchter (Mother and Child)
- 2009: Wolfman
- 2013: Jimmy P. – Psychotherapie eines Indianers (Jimmy P.)
- 2013: Save Me – Nicht schon wieder! (Save me) (Fernsehserie)
- 2013–2014: Hot in Cleveland (Fernsehserie)
- 2014–2015: Melissa & Joey
- 2016: Grease Live!
- 2016: Past Forward (Kurzfilm)

## Auszeichnungen (Auswahl)
- 2001: Oscar in der Kategorie Bestes Make-up und beste Frisuren für Der Grinch
- 2001: BAFTA Film Award in der Kategorie Beste Maske für Der Grinch